# Xa lộ Liên tiểu bang 94
Xa lộ Liên tiểu bang 94 (tiếng Anh: Interstate 94 hay viết tắt là I‑94) là xa lộ liên tiểu bang đông-tây cực bắc nhất (nhưng I-96 là xa lộ liên tiểu bang đông-tây có mã số lớn nhất), kết nối Ngũ Đại Hồ và các vùng liên núi của Hoa Kỳ. Điểm đầu phía tây của I-94 nằm tại Billings, Montana tại điểm giao cắt với Xa lộ Liên tiểu bang 90; điểm đầu phía đông của nó là cầu Blue Water, phía Hoa Kỳ trong thành phố Port Huron, Michigan trên biên giới Canada thuộc thành phố Sarnia, Ontario. Tại đây, cùng với Xa lộ Liên tiểu bang 69, I-94 gặp Xa lộ 402. Hiện nay, I-94 là xa lộ liên tiểu bang không-chính yếu dài nhất (chữ số cuối không phải 0 hoặc 5), nhưng có lẽ sẽ bị Xa lộ Liên tiểu bang 69 chiếm vị trí này trong tương lai.

## Mô tả xa lộ
|              | dặm  | km   |
| ------------ | ---- | ---- |
| Montana      | 249  | 401  |
| North Dakota | 352  | 567  |
| Minnesota    | 259  | 418  |
| Wisconsin    | 348  | 560  |
| Illinois     | 77   | 124  |
| Indiana      | 46   | 74   |
| Michigan     | 275  | 443  |
| Tổng số      | 1604 | 2581 |

Xa lộ Liên tiểu bang 94 là xa lộ liên tiểu bang đông-tây độc nhất hình thành một con đường nối liền trực tiếp vào trong một quốc gia ngoại quốc (Canada). Hiện thời không có một xa lộ liên tiểu bang nào như thế kết thúc ở biên giới Hoa Kỳ-Mexico tuy Xa lộ Liên tiểu bang 905 tại California sẽ làm vậy khi việc nâng cấp hoàn thành. Tại Port Huron, I-94 đi qua Cầu Blue Water vào thành phố Sarnia, Ontario của Canada, và trở thành Xa lộ Ontario 402, được dùng để đi đến thành phố Toronto. Xa lộ trùng với I-94 tại cửa khẩu này là Xa lộ Liên tiểu bang 69, được cắm biển đông–tây tại miền đông tiểu bang Michigan nhưng được đổi thành bắc–nam gần Lansing và vẫn giữ biển bắc–nam cho đoạn còn lại trong tiểu bang Michigan và xuyên suốt tiểu bang Indiana.
Xa lộ Liên tiểu bang 94 cắt chéo với Xa lộ Liên tiểu bang 90 vài lần: tại điểm đầu phía tây; tại miền trung tiểu bang Wisconsin; tại thành phố Chicago; và tại thành phố Lake Station, IN.

### Montana
Xa lộ Liên tiểu bang 94 bắt đầu tại I-9- trong thành phố Billings, Quận Yellowstone, và đi theo hướng đông bắc đến các thị trấn Huntley, Ballantine, Pompeys Pillar và Custer.
Vào Quận Treasure, I-94 đi qua gần các thị trấn nhỏ Bighorn và Hysham. Sau khi vào Quận Treasure, quận tiếp theo là Quận Rosebud khoảng 15 dặm ở phía đông. Có 2 điểm giao cắt là Quốc lộ Hoa Kỳ 12 và Xa lộ Montana 59 trước khi vào Forsyth. Sau đó là Quận Custer là điểm đầu phía đông của Quốc lộ Hoa Kỳ 12 sau khi đi qua Miles City.
Sau khi đi qua các thị trấn nhỏ như Terry, Fallon vào Quận Prairie, quận kế tiếp là Quận Dawson. Xa lộ đi qua thành phố Glendive là thành phố kết nối với Xa lộ Montana 16 vào thành phố Wilbaux trước khi đi vào ranh giới tiểu bang North Dakota.

### North Dakota
Xa lộ đi vào thành phố Beach và đi qua vùng đất xấu gần Medora (gần Công viên Quốc gia Theodore Roosevelt). Một nơi dừng chân/vệ sinh công cộng khoảng 7 dặm (11 km) ở phía đông Medora là nơi người lái xe và hành khách có thể dừng chân nhìn ngắn cảnh quang. Con đường mòn tại đây có thể cho họ cơ hội đi bộ đường dài ngắm cảnh quang.  Sau đó, I-94 đi hướng đông qua thành phố Bismarck trên đường đến Fargo là nơi xa lộ rời tiểu bang và vượt ranh giới vào tiểu bang Minnesota.

### Minnesota
I-94 đi theo quỹ đạo tây bắc-đông nam qua Moorhead và St. Cloud trên đường đến Thành phố Đôi, và theo hướng đông ra khỏi tiểu bang.  Rời Fargo, ND vào Moorhead, MN, I-94 vượt Sông Red. Tại Minneapolis, xa lộ qua Sông Mississippi. Rời Minnesota giữa Lakeland, MN và Hudson, WI, I-94 qua Sông St. Croix.
Từ tháng 9 năm 2007 đến tháng 10 năm 2008, giữa chiều đi hướng bắc của I-35W và MN-280 trong Thành phố Đôi, xa lộ chưa được nâng cấp lên chuẩn xa lộ liên tiểu bang vì Bộ Giao thông Minnesota (Mn/DOT) thêm vào một làn xe phụ tạm thời để giúp giảm bớt ùn tắc do Cầu I-35W Sông Mississippi sập.

### Wisconsin

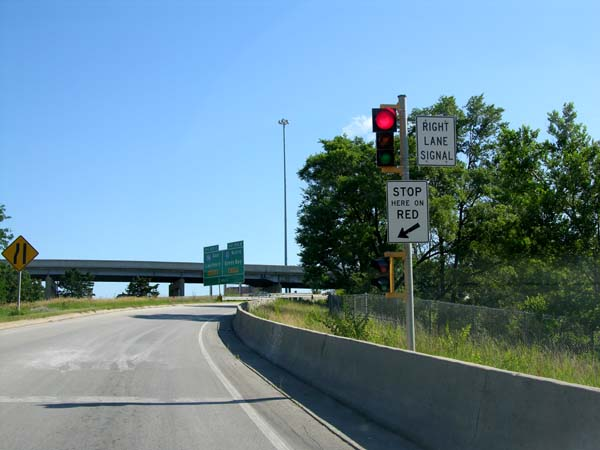
Một đường dẫn từ Công viên Miller đi vào I-94 tại Milwaukee, WI.

Xa lộ Liên tiểu bang 94 từ phía đông Thành phố Đôi đi vào tiểu bang Wisconsin tại Hudson. Nó đi qua Eau Claire trước khi quay hướng đông nam và nhập với Xa lộ Liên tiểu bang 90 tại Tomah và Xa lộ Liên tiểu bang 39 tại Portage. I-94 tẻ nhánh về hướng đông tại thành phố Madison và đi đến thành phố Milwaukee trước khi quay hướng nam và đi về hướng thành phố Chicago. Nó vào tiểu bang Illinois tại thành phố Pleasant Prairie.

### Illinois
Tại tiểu bang Illinois, I-94 chạy hướng nam từ tiểu bang Wisconsin đến tiểu bang Indiana qua ngã phố chính thành phố Chicago. Đây là đoạn đường thu phí nằm trên Xa lộ thu phí Tri-State (Tri-State có nghĩa ba tiểu bang) đến nơi có xa lộ phụ I-294 tách ra từ xa lộ mẹ I-94; lúc đó I-94 chạy hướng đông đến Xa lộ cao tốc Edens. Tại đây nó quay hướng nam đi qua thành phố Chicago. Tại Xa lộ Liên tiểu bang 80, I-94 chạy hướng đông đến tiểu bang Indiana trên Xa lộ cao tốc Kingery.

### Indiana
Trong tiểu bang Indiana, I-94 chạy hướng đông từ nơi trùng với I-80 trong tiểu bang Illinois. I-94 cắt ngang Xa lộ Liên tiểu bang 90 (Lộ thu phí Indiana) tại nơi I-80 nhập vào I-90 đi hướng đông đến tiểu bang Ohio. I-94 tiếp tục hướng đông bắc, chạy song song bờ Hồ Michigan vào tiểu bang Michigan. Tốc độ giới hạn 55 dặm một giờ từng được ấn định ở phía đông lối ra  26, hiện nay giới hạn đó kết thúc khoảng một dặm ở phía đông nơi xa lộ giao cắt với I-80/I-90. Từ điểm này, tốc độ giới hạn được nâng lên đến 70 dặm một giờ trên chiều đi hướng đông của I-94.

### Michigan

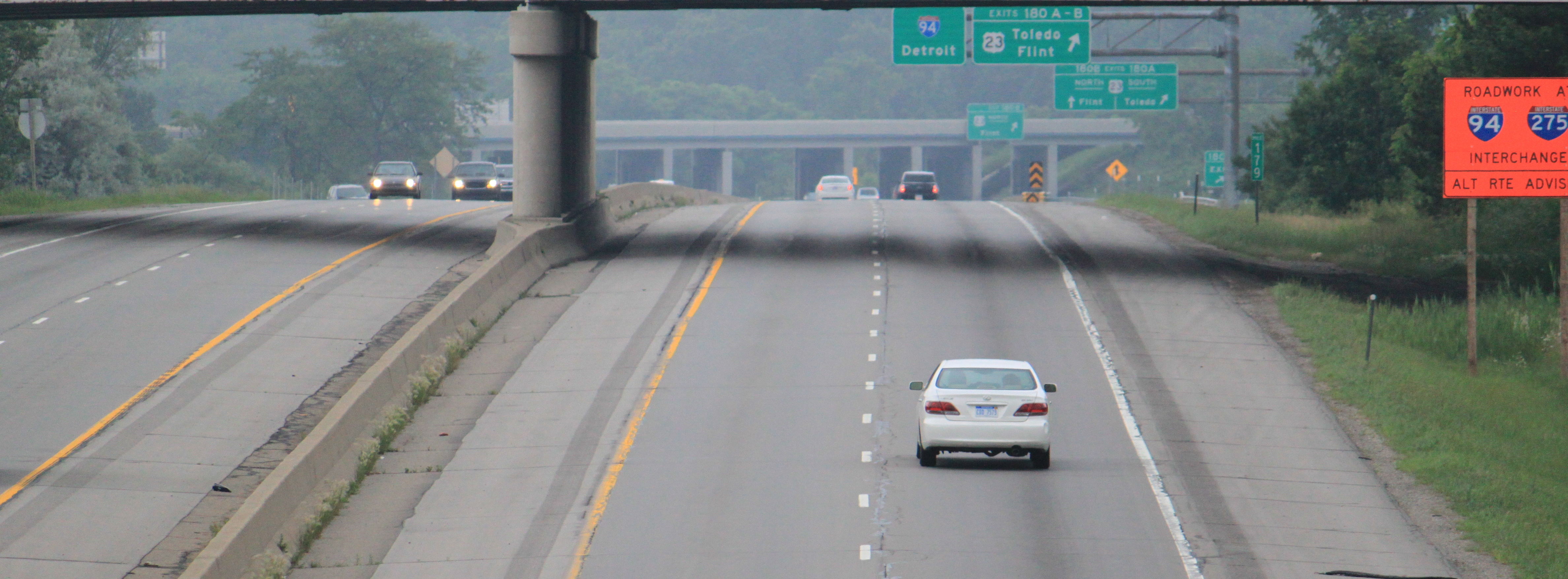
Nút giao thông lập thể I-94/US 23 tại Xã Pittsfield.

I-94 chạy hướng bắc dọc theo Hồ Michigan đến St. Joseph trước khi chạy hướng đông về phía thành phố Detroit. Nó quay hướng đông bắc đến Port Huron là nơi nó gặp I-69 và kết thúc tại Cầu Blue Water là nơi bắt đầu của Xa lộ Ontario 402 phía Canada.

## Lịch sử
Đoạn đầu của I-94 hoàn thành bằng quỹ Xa lộ liên tiểu bang (theo Đạo luật Liên bang Tài trợ Xa lộ năm 1956) là đoạn dài 12 dặm (19 km) giữa Jamestown và Valley City, tiểu bang North Dakota năm 1958.
Phía bắc thành phố Chicago, I-94 được mở rộng từ sáu đến tám làn xe từ Xa lộ Illinois 22 (Lộ Half Day) đến ngay phía nam ranh giới tiểu bang Wisconsin tại Xa lộ Illinois 173 và Phố 95 đến Phố 159.
Năm 2005, cầu I-94 trên Sông Crow gần St. Michael, Minnesota, khoảng 35 dặm (56 km) về phía tây bắc thành phố Minneapolis, được xây dựng. Năm 2006, một dự án nới rộng I-94 ở phía đông phố chính thành phố St. Paul giữa Xa lộ Tiểu bang Minnesota 120 và Lộ McKnight từ 4 lên 6 làn xe được hoàn thành.
Nút giao thông khác mức Marquette mới tại phố chính thành phố Milwaukee được hoàn thành vào tháng 8 năm 2008 với tổn phí là $810 triệu đô la.
Nút giao thông khác mức tại Đường 95 Bắc trong Maple Grove, Minnesota được xây với cầu mới và rộng hơn. Cầu cũ bị phá hủy vào tháng 7 năm 2006.

## Các điểm giao cắt chính với các xa lộ liên tiểu bang khác
- Xa lộ Liên tiểu bang 90 tại Billings, Montana
- Xa lộ Liên tiểu bang 29 tại Fargo, North Dakota
- Xa lộ Liên tiểu bang 35W tại Minneapolis, Minnesota; chạy trùng một đoạn ngắn hơn một dặm (1.6 km)
- Xa lộ Liên tiểu bang 35E tại St. Paul, Minnesota
- Xa lộ Liên tiểu bang 90 tại Tomah, Wisconsin; chạy trùng cho đến thành phố Madison, Wisconsin
- Xa lộ Liên tiểu bang 39 tại Portage, Wisconsin; chạy trùng cho đến thành phố Madison, Wisconsin, hình thành đoạn trùng dài nhất có ba xa lộ liên tiểu bang chính yếu (2 chữ số).
- Xa lộ Liên tiểu bang 39 và Xa lộ Liên tiểu bang 90 tại thành phố Madison, Wisconsin
- Xa lộ Liên tiểu bang 43 tại Milwaukee, Wisconsin
- Xa lộ Liên tiểu bang 90 tại Chicago, Illinois; chạy trùng qua thành phố Chicago đến nơi giao cắt với Chicago Skyway
- Xa lộ Liên tiểu bang 55 tại Chicago, Illinois
- Xa lộ Liên tiểu bang 90 Chicago Skyway tại Chicago, Illinois
- Xa lộ Liên tiểu bang 57 tại Chicago, Illinois
- Xa lộ Liên tiểu bang 80 tại South Holland, Illinois; chạy trùng cho đến Lake Station, Indiana
- Xa lộ Liên tiểu bang 65 tại Gary, Indiana
- Xa lộ Liên tiểu bang 80 và Xa lộ Liên tiểu bang 90 tại Lake Station, Indiana
- Xa lộ Liên tiểu bang 196 gần Benton Harbor, Michigan
- Xa lộ Liên tiểu bang 194 tại Battle Creek, Michigan
- Xa lộ Liên tiểu bang 69 tại Marshall, Michigan
- Xa lộ Liên tiểu bang 275 tại Romulus, Michigan
- Xa lộ Liên tiểu bang 96 tại Detroit, Michigan
- Xa lộ Liên tiểu bang 75 tại Detroit, Michigan
- Xa lộ Liên tiểu bang 696 tại Roseville, Michigan
- Xa lộ Liên tiểu bang 69 tại Port Huron, Michigan[2]

## Các xa lộ nhánh ngắn
- Bismarck, North Dakota - I-194 (không biển dấu)
- Minneapolis/St. Paul, Minnesota - I-394, I-494, I-694
- Milwaukee, Wisconsin - I-794, I-894
- Chicago, Illinois - I-294 (Xa lộ thu phí Tri-State)
- Battle Creek, Michigan - I-194